# Inga pulchriflora
Inga pulchriflora är en ärtväxtart som beskrevs av Adolpho Ducke. Inga pulchriflora ingår i släktet Inga och familjen ärtväxter. Inga underarter finns listade i Catalogue of Life.